# دانشگاه نبراسکا-لینکلن
دانشگاه نبراسکا-لینکلن (به انگلیسی: University of Nebraska-Lincoln) یک دانشگاه تحقیقاتی دولتی در لینکلن واقع در ایالت نبراسکا آمریکا است که در سال ۱۸۶۹ میلادی بنیان‌نهاده شده‌است.